# Tiny Screams
『Tiny Screams』（タイニー・スクリームス）は、鬼束ちひろの1枚目のライブ・アルバム。

## 解説
2016年7月22日にサンケイホールブリーゼで行われた公演と、2016年11月4日に中野サンプラザホールで行われた公演の模様を収録。スペシャルデジパック仕様の完全生産限定版（2CD＋DVD）。
ダウンロードのみのハイレゾ版（96kHz/24bit）が同時に発売され、e-onkyoの週間ランキングで1位を獲得した。

## 収録曲

### Disc1
1. 月光　＊＊
2. 眩暈　＊＊
3. Cage　＊＊
4. call　＊＊
5. 流星群　＊＊
6. 茨の海　＊
7. Castle imitation　＊＊
8. King of Solitude　＊
9. BORDERLINE　＊＊
10. Sign　＊
11. 嵐が丘　＊＊

### Disc2
1. 私とワルツを　＊＊
2. MAGICAL WORLD　＊＊
3. everyhome　＊
4. 蛍　＊＊
5. ラストメロディー　＊＊
6. 帰り路をなくして　＊＊
7. 陽炎　＊＊
8. 惑星の森　＊
9. 碧の方舟　＊＊
10. 夏の罪　＊＊
11. good bye my love　＊＊

### DVD
1. 月光　＊＊
2. MAGICAL WORLD　＊＊
3. 夏の罪　＊＊
4. good bye my love　＊＊
5. good bye my love Music Videoメイキング映像
6. 夏の罪 Music Videoメイキング映像

＊ 大阪・サンケイホールブリーゼ（2016年7月22日）公演の収録曲
＊＊ 東京・中野サンプラザホール（2016年11月4日）公演の収録曲